# 梅萨涅
梅萨涅（義大利語：Mesagne），是意大利布林迪西省的一个市镇。总面积122平方公里，人口27827人，人口密度228.1人/平方公里（2009年）。ISTAT代码为074010。